# 557
557 foi um ano comum do século VI que teve início e terminou a uma segunda-feira, segundo o Calendário Juliano. a sua letra dominical foi G
| Ano completo                         |
| ------------------------------------ |
| Ano comum com início à segunda-feira |

## Mortes
Ciríaco, o Anacoreta